# 4月27日
4月27日（しがつにじゅうしちにち）は、グレゴリオ暦で年始から117日目（閏年では118日目）にあたり、年末まではあと248日ある。

## できごと

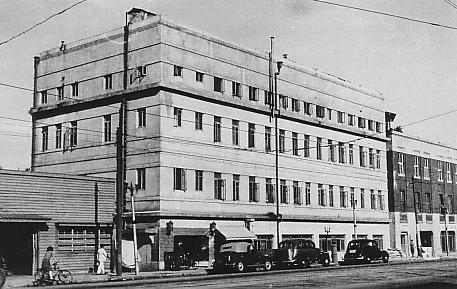
昭電疑獄(1948)、

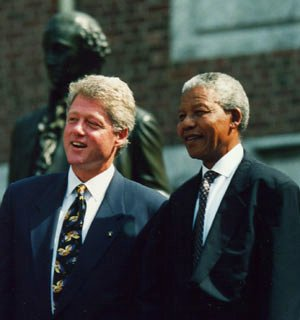
ネルソン・マンデラ、南アフリカ共和国の大統領に選出(1994)。画像は1993年にビル・クリントンと会見したマンデラ（右）

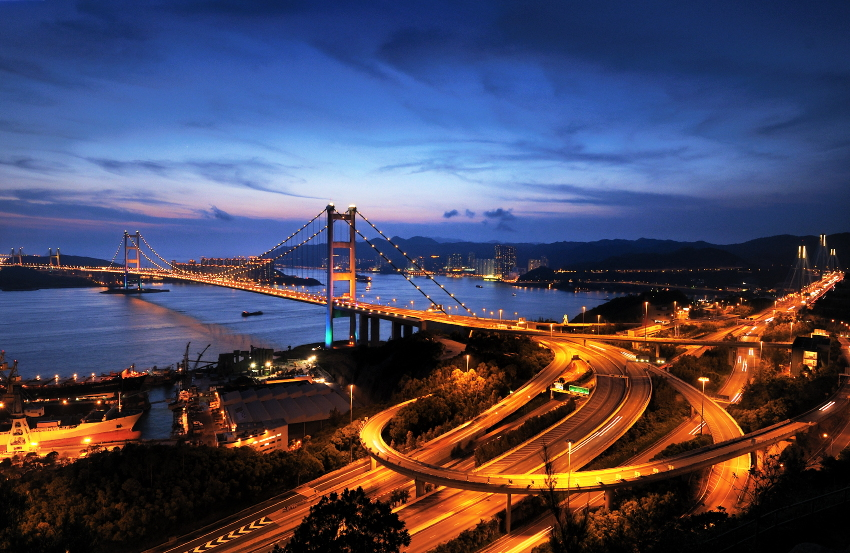
香港の青馬大橋開通(1997)

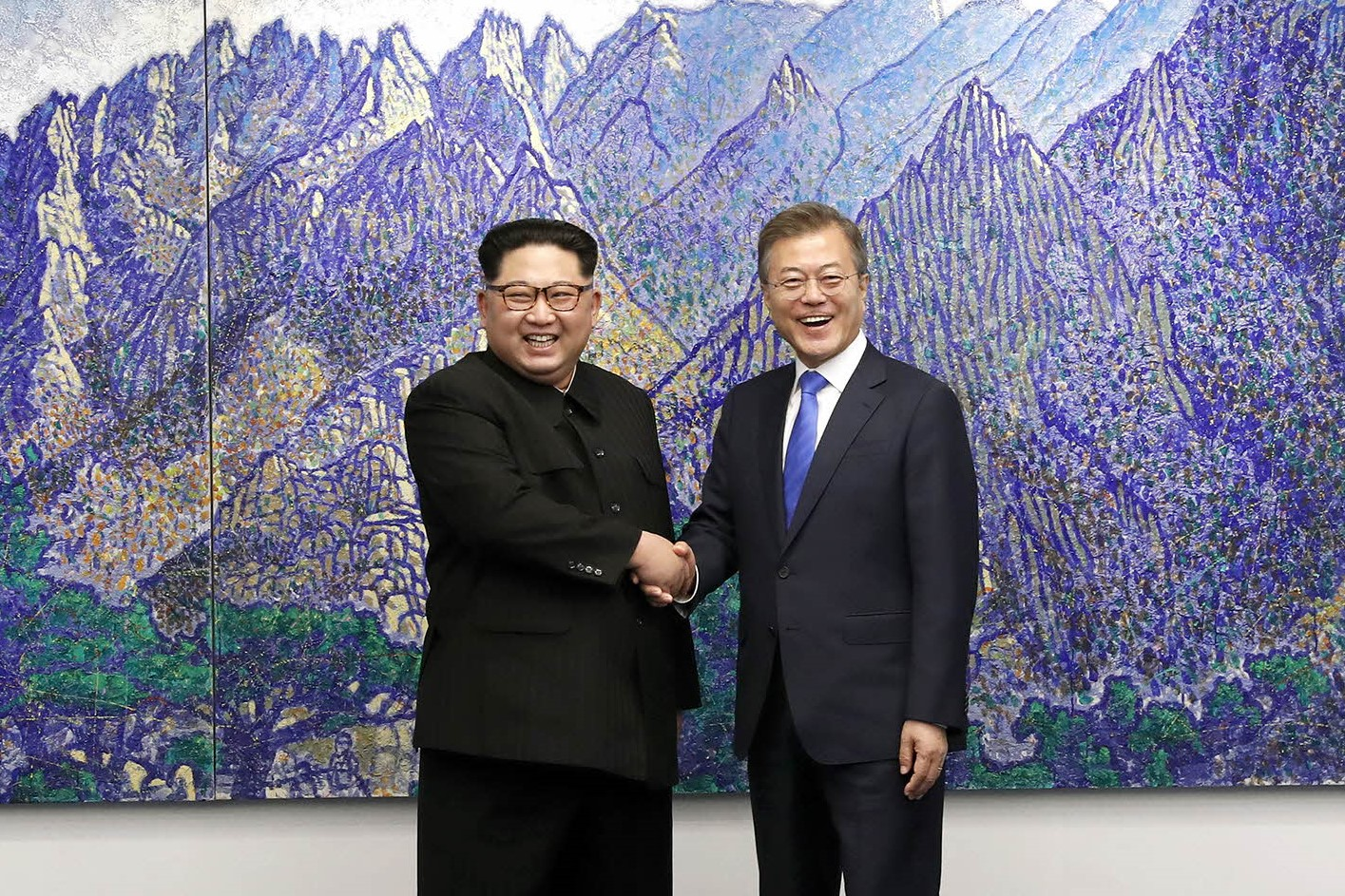
第3回南北首脳会談に臨む韓国の文在寅大統領と北朝鮮の金正恩朝鮮労働党委員長（2018年4月27日撮影）

- 1521年 - マクタン島の戦い。フェルディナンド・マゼランが戦死。
- 1586年 - 土星において水星の太陽面通過と金星の太陽面通過が同時に起こる。太陽系で前回起こった惑星の同時太陽面通過。次回は2865年12月29日に海王星で発生する。
- 1777年 - アメリカ独立戦争: リッジフィールドの戦いが開始。
- 1810年 - ベートーヴェンが「エリーゼのために」を作曲。
- 1865年 - アメリカの貨客船「サルタナ」で、航行中にボイラーが爆発し火災が発生。1,450人以上が死亡。
- 1897年 - 帝国図書館官制が公布され、上野の東京図書館を帝国図書館とする[1]。
- 1905年 - リエージュ万国博覧会 (1905年)が開催される。
- 1908年 - 第4回夏季オリンピック、ロンドン大会開催、10月29日まで。
- 1909年 - メフメト5世がオスマン帝国スルタンに即位。
- 1911年（宣統3年3月29日） - 黄花崗起義。中国同盟会の黄興が広州で反清武装蜂起。
- 1917年 - 京都 - 東京512kmで「東海道五十三次関東関西対抗駅伝競走」を開催。初めて「駅伝」の名称が使われる。
- 1940年 - ナチス親衛隊指導者ハインリヒ・ヒムラーがアウシュヴィッツ強制収容所の建設命令を発令[2]。
- 1941年 - 第二次世界大戦・ギリシャの戦い: ナチス・ドイツがアテネを占領。
- 1945年 - 第二次世界大戦: ベニート・ムッソリーニがパルチザンに捕縛され、翌日銃殺される。
- 1946年 - 東京警視庁で初めて採用された婦人警官62人が初勤務[3]。
- 1948年 - 衆議院不当財産取引委員会で昭和電工への復金融資をめぐる贈収賄が問題化、昭電疑獄に発展。
- 1948年 - 庭坂事件。福島県庭坂村の国鉄奥羽本線で列車が脱線。乗務員3人死亡。
- 1952年 - ソビエト社会主義共和国連邦より、戦略爆撃機・Tu-16が進空。
- 1959年 - 中華人民共和国で毛沢東が国家主席を辞任、後任に劉少奇。
- 1960年 - 大韓民国で李承晩大統領が、退陣を求めるデモの激化を受け辞任。許政首相が大統領代行に。
- 1960年 - トーゴがフランスから独立。
- 1961年 - シエラレオネがイギリスから独立。
- 1967年 - モントリオール万国博覧会が開幕。10月27日まで。
- 1971年 - 大韓民国大統領選挙で朴正煕が三選。
- 1978年 - アフガニスタンでクーデター。翌日、ムハンマド・ダーウード大統領が殺害される。
- 1980年 - 在コロンビア ドミニカ共和国大使館占拠事件で最後の人質が解放される。
- 1990年 - ボーイング727の日本国内での就航が、全日空山形 - 羽田便を最後に終了。
- 1991年 - 嵯峨野観光鉄道嵯峨野観光線トロッコ嵯峨駅 - トロッコ亀岡駅間が開業。
- 1994年 - 南アフリカ共和国で初めてとなる全人種参加の総選挙（英語版）。ネルソン・マンデラ率いるアフリカ民族会議が第一党となり、マンデラを次期大統領に選出。
- 1996年 - 東葉高速鉄道東葉高速線西船橋駅 - 東葉勝田台駅間が開業。
- 1997年 - 英領香港の青馬大橋が開通。
- 2004年 - ニューヨークのワールドトレードセンター跡地で1 ワールドトレードセンターが着工。
- 2005年 - シリアによるレバノンからの軍隊の完全撤退実施。
- 2005年 - トゥールーズでエアバスA380が初飛行。
- 2007年 - 新丸の内ビルディング（新丸ビル）が東京都千代田区丸の内に開業。
- 2008年 - ベンガル湾にサイクロン・ナルギスが発生。ミャンマーを中心に甚大な被害。
- 2017年 - ホノルル国際空港が同地出身のダニエル・イノウエにちなみ、ダニエル・K・イノウエ国際空港に改名[4]。
- 2018年 - 韓国の文在寅大統領と北朝鮮の金正恩朝鮮労働党委員長が、板門店の韓国側の施設「平和の家」で2018年南北首脳会談を実施。朝鮮半島の「完全な非核化」を盛り込んだ板門店宣言を発表[5]。

## 誕生日

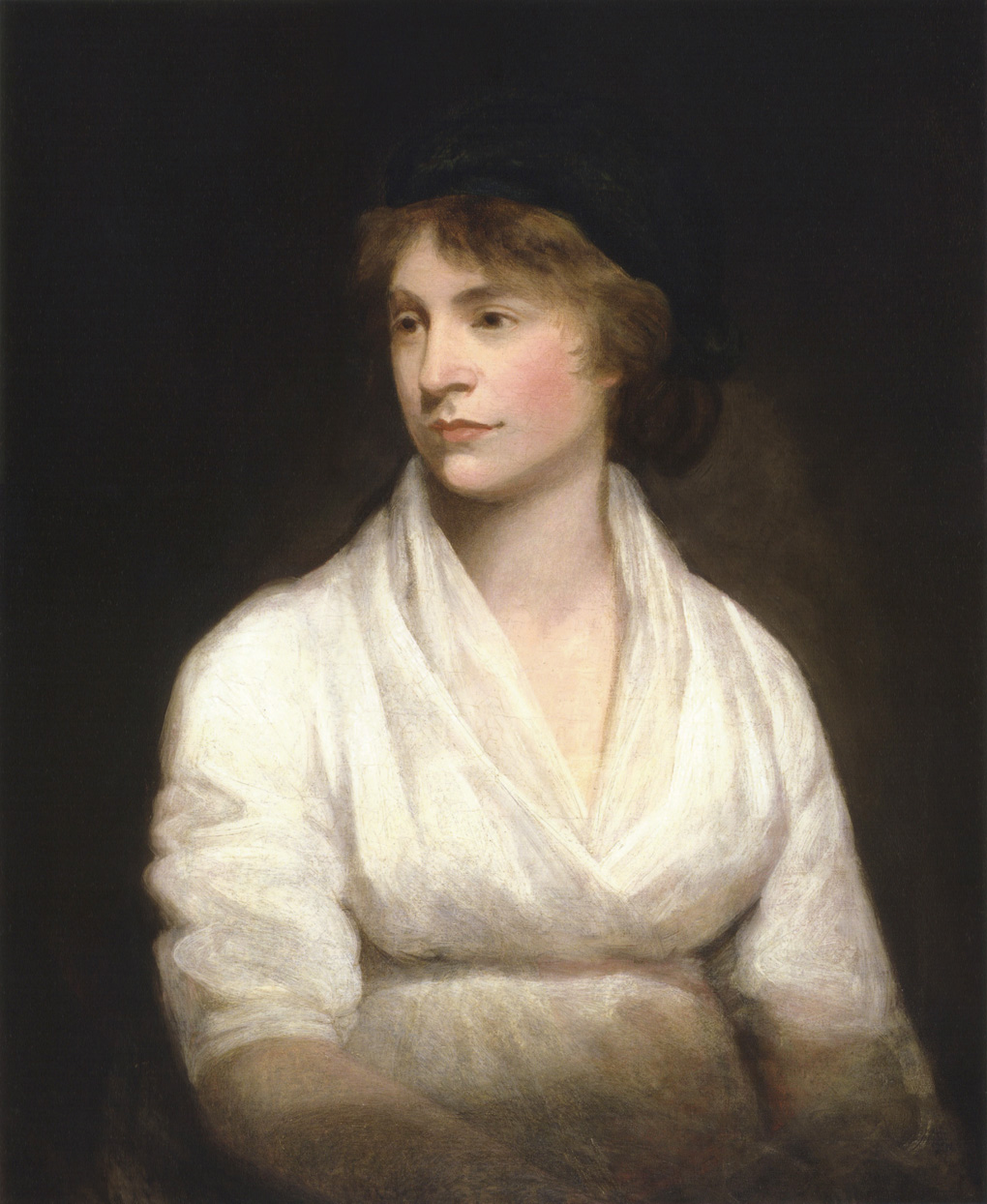
フェミニズムの先駆者、メアリ・ウルストンクラフト(1759-1797)誕生

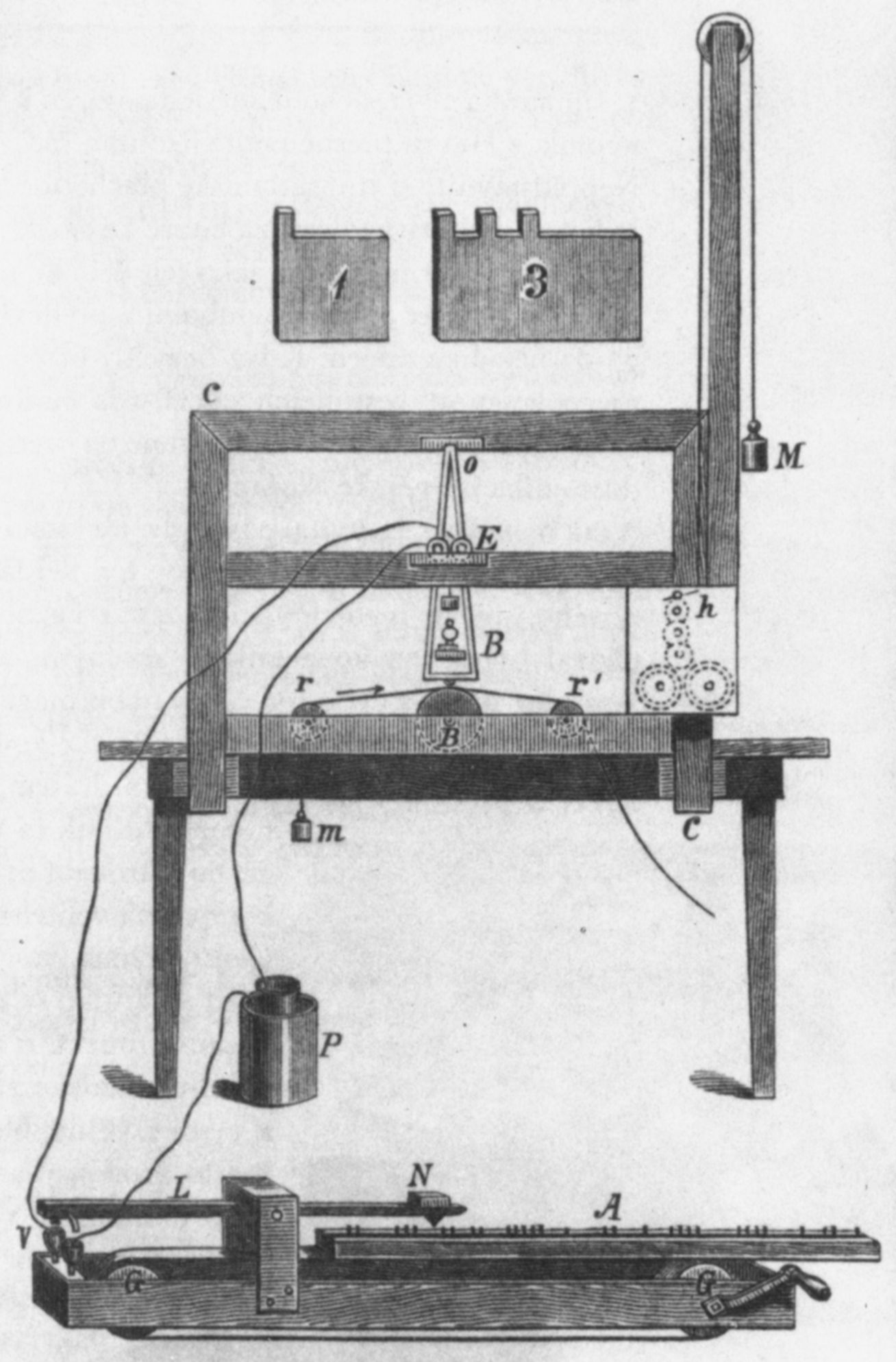
発明家サミュエル・モールス(1791-1872)誕生。画像はモールス電信機

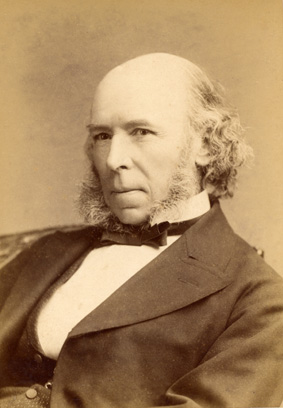
哲学者・社会学者、ハーバート・スペンサー(1820-1903)

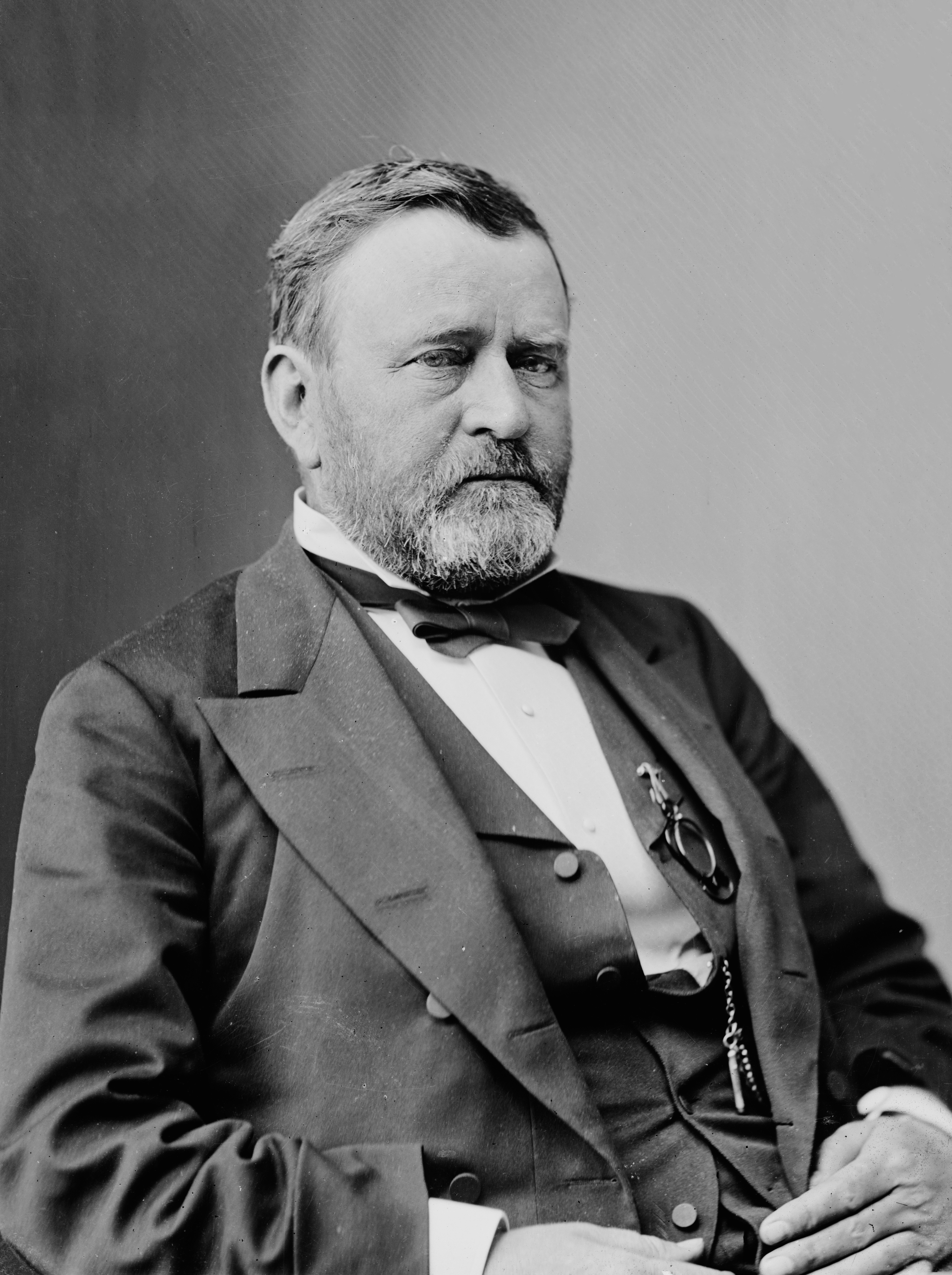
第18代アメリカ合衆国大統領、ユリシーズ・S・グラント(1822-1885)

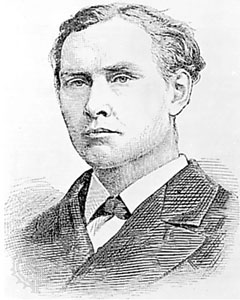
登山家エドワード・ウィンパー(1840-1911)。著書に『アルプス登攀記』(1871)

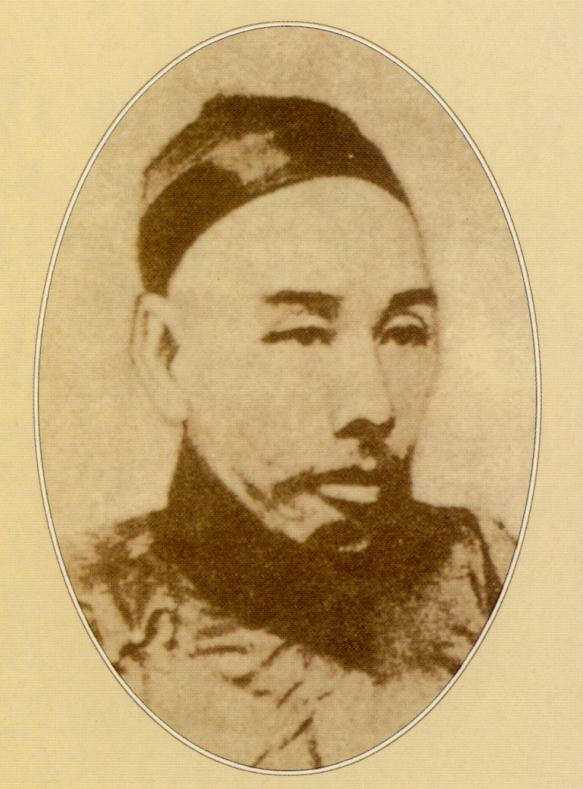
清朝末期の詩人・政治家、黄遵憲(1848-1905)

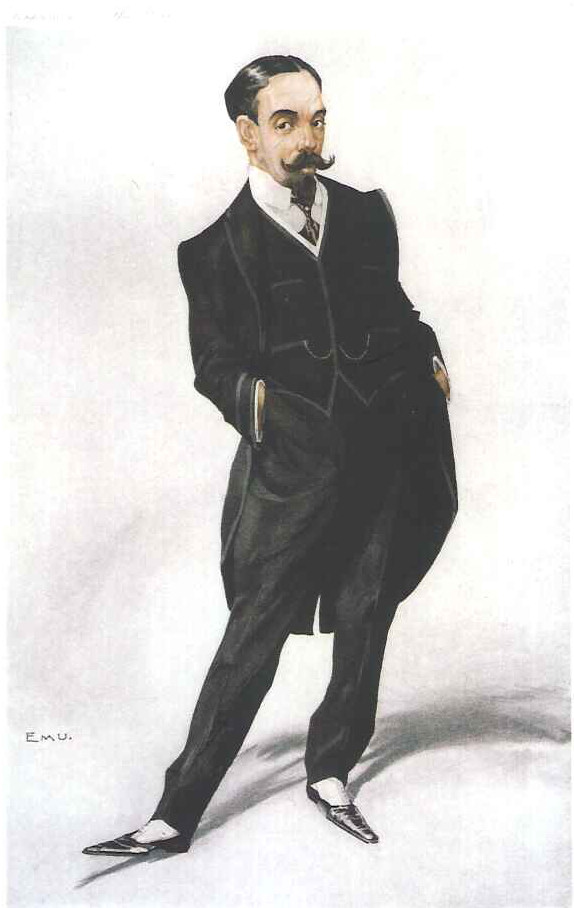
指揮者トーマス・ビーチャム(1879-1961)。莫大な資金を基にロイヤル・フィルハーモニー管弦楽団を創設した

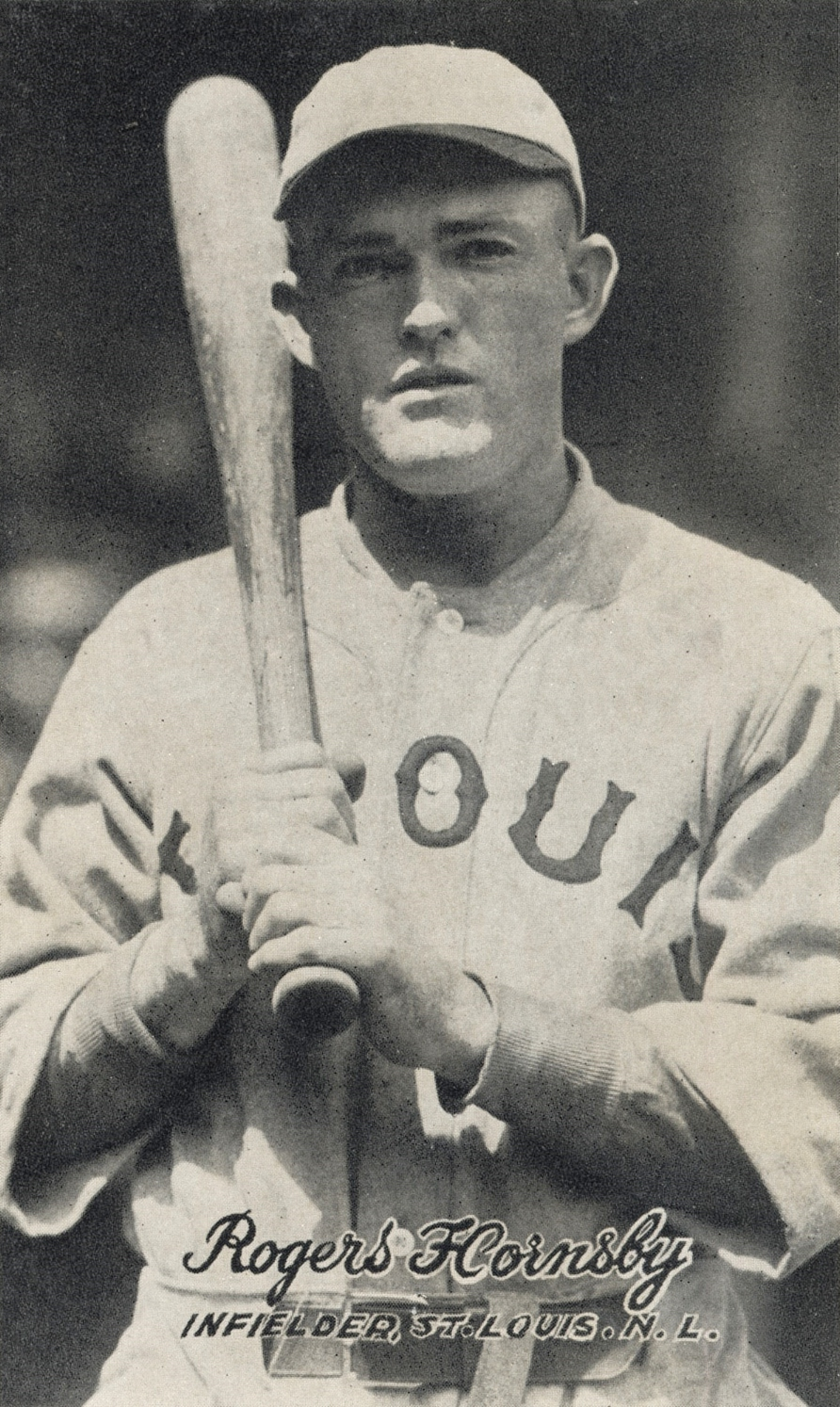
三冠王を2度獲得した大リーガー、ロジャース・ホーンスビー(1896-1963)

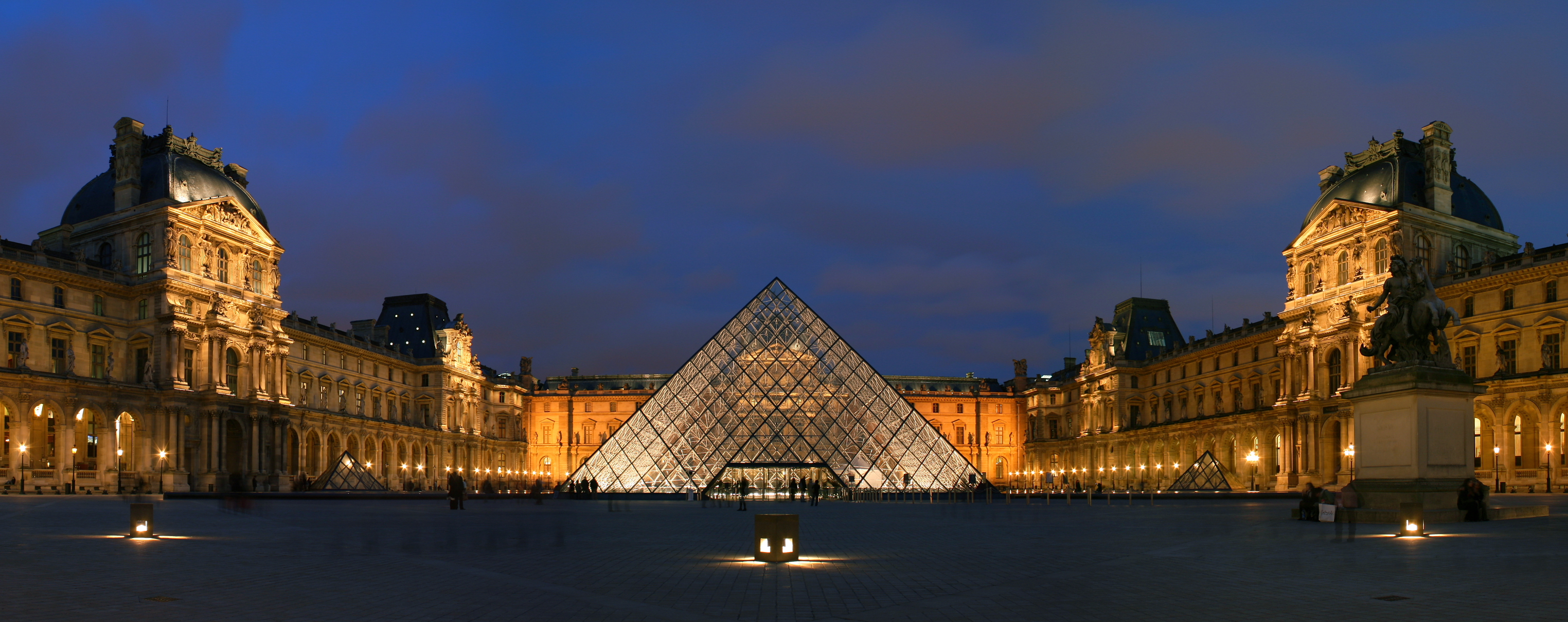
建築家イオ・ミン・ペイ(1917-2019)。画像はルーヴル美術館のピラミッド(1989)

### 人物
- 1653年（承応2年3月30日） - 酒井忠稠、初代敦賀藩主（+ 1706年）
- 1701年 - カルロ・エマヌエーレ3世、サルデーニャ王（+ 1773年）
- 1733年 - ヨーゼフ・ゴットリープ・ケールロイター、植物学者（+ 1806年）
- 1750年（寛延3年3月21日） - 松平輝和、第4代高崎藩主（+ 1800年）
- 1759年 - メアリ・ウルストンクラフト、社会思想家、フェミニズム先駆者（+ 1797年）
- 1767年 - アンドレーアス・ロンベルク、ヴァイオリニスト（+ 1821年）
- 1791年 - サミュエル・モールス、発明家（+ 1872年）
- 1806年 - マリア・クリスティーナ・デ・ボルボン＝ドス・シシリアス、スペイン王妃（+ 1878年）
- 1809年（文化3年3月9日） - 阿部正暠、第6代佐貫藩主（+ 1853年）
- 1809年（文化6年3月13日） - 岡部長寛、第12代岸和田藩主（+ 1887年）
- 1812年 - フリードリッヒ・フォン・フロトー、作曲家（+ 1883年）
- 1815年（文化12年3月18日） - 松平斉斎、第9代松江藩主（+ 1863年）
- 1820年 - ハーバート・スペンサー、社会学者、哲学者（+ 1903年）
- 1821年（文政5年3月25日） - 板倉勝成、第9代庭瀬藩主（+ 1848年）
- 1822年 - ユリシーズ・S・グラント、政治家、第18代アメリカ合衆国大統領（+ 1885年）
- 1840年 - エドワード・ウィンパー、登山家、木版画家（+ 1911年）
- 1848年 - オットー1世、バイエルン王（+ 1916年）
- 1848年（道光28年3月24日） - 黄遵憲、中国清朝末期の詩人、外交官、政治思想家（+ 1905年）
- 1854年（嘉永7年4月1日） - 長谷場純孝、政治家、第22代文部大臣（+ 1914年）
- 1856年（咸豊6年3月23日） - 同治帝、第10代清皇帝（+ 1875年）
- 1857年 - テオドール・キッテルセン、画家、芸術家（+ 1914年）
- 1864年 - ジェフリー・ホール＝セイ、フィギュアスケート選手（+ 1940年）
- 1868年（慶応4年4月5日） - 内田魯庵、小説家（+ 1929年）
- 1876年 - 堀江帰一、経済学者（+ 1927年）
- 1878年 - フランク・ゴッチ、プロレスラー（+ 1917年）
- 1879年 - トーマス・ビーチャム、指揮者（+ 1961年）
- 1880年 - 守山恒太郎、野球選手（+ 1912年）
- 1892年 - 鷲尾雨工、小説家（+ 1951年）
- 1893年 - ドラジャ・ミハイロヴィッチ、軍人（+ 1946年）
- 1894年 - 柳田泉、近代文学研究者、翻訳家（+ 1969年）
- 1894年 - ニコラス・スロニムスキー、作曲家、指揮者、音楽評論家（+ 1995年）
- 1896年 - ウォーレス・カロザース、化学者（+ 1937年）
- 1896年 - ロジャース・ホーンスビー、元プロ野球選手（+ 1963年）
- 1898年 - 福井康順、仏教学者、東洋学者（+ 1991年）
- 1901年 - 龍胆寺雄、作家、サボテン研究家（+ 1992年）
- 1903年 - フランク・ベルナップ・ロング、小説家（+ 1994年）
- 1904年 - セシル・デイ＝ルイス、作家、詩人（+ 1972年）
- 1908年 - 寺田竹雄、洋画家（+ 1993年）
- 1910年（宣統2年3月18日） - 蔣経国、第6期・7期中華民国総統（+ 1988年）
- 1913年 - フィリップ・アベルソン、物理学者（+ 2004年）
- 1916年 - 宮崎要、プロ野球選手（+ 1965年）
- 1916年 - 中馬辰猪、政治家（+ 2010年）
- 1916年 - イーノス・スローター、元プロ野球選手（+ 2002年）
- 1917年 - イオ・ミン・ペイ、建築家（+ 2019年）
- 1920年 - グィード・カンテッリ、指揮者（+ 1956年）
- 1921年 - ヨアヒム・ブレンデル、ドイツ空軍のエース・パイロット（+1974年）
- 1922年 - 竹野栄、児童文学作家、教育者
- 1925年 - 鈴木重靖、経済学者 （+ 2021年）
- 1926年 - 増田通二、経営者、パルコ創業者（+ 2007年）
- 1929年 - 越智通雄、政治家（+ 2021年）
- 1929年 - 遠藤登、政治家（+ 2011年）
- 1931年 - 矢田稔、声優
- 1931年 - イーゴリ・オイストラフ、ヴァイオリニスト（+ 2021年）
- 1932年 - 矢野絢也、政治家、政治評論家
- 1932年 - 高井有一、小説家（+ 2016年）
- 1932年 - 小林完吾、アナウンサー
- 1932年 - アヌーク・エーメ、女優（+ 2024年）
- 1933年 - 天野祐吉、コラムニスト（+ 2013年）
- 1935年 - テオ・アンゲロプロス、映画監督（+ 2012年）
- 1935年 - 森田斌、元プロ野球選手（+ 2011年）
- 1936年 - 門田良三、元プロ野球選手
- 1936年 - 近藤晴彦、元プロ野球選手（+ 2018年）
- 1937年 - サンディ・デニス、女優（+ 1992年）
- 1939年 - 三木孝志、元やり投げ選手
- 1939年 - ヘイミッシュ・ミルン、ピアニスト（+ 2020年）
- 1942年 - 藤井貞和、詩人
- 1943年 - ジョージ秋山、漫画家（+ 2020年）
- 1943年 - 大塚勝久、実業家
- 1944年 - マイク真木、歌手、俳優
- 1945年 - 小山勝二、宇宙物理学者
- 1947年 - 柴俊夫、俳優
- 1947年 - ピート・ハム、ミュージシャン（バッドフィンガー）（+ 1975年）
- 1948年 - 宮永俊一、実業家、元三菱重工業社長
- 1948年 - 米山哲夫、プロ野球選手
- 1948年 - ヨーゼフ・ヒッケルスベルガー、元サッカー選手、指導者
- 1949年 - 藤原喜明、プロレスラー
- 1949年 - 西岡三四郎、元プロ野球選手
- 1950年 - 鈴木五十三、弁護士、国際公務員
- 1950年 - 水谷則博、元プロ野球選手（+ 2001年）
- 1951年 - 御厨貴、政治学者
- 1951年 - エース・フレーリー、ギタリスト（元キッス）
- 1951年 - 但田裕介、元プロ野球選手
- 1952年 - ジョージ・ガービン、バスケットボール選手
- 1952年 - アリ・バタネン、ラリードライバー
- 1952年 - 松岡高信、元プロ野球選手
- 1955年 - エリック・シュミット、コンピュータ技術者、実業家
- 1957年 - ウィリー・アップショー、元プロ野球選手
- 1958年 - 酒井哲哉、政治学者
- 1959年 - シーナ・イーストン、歌手
- 1959年 - アンドリュー・ファイアー、遺伝学者
- 1959年 - ルイ・ロルティ、ピアニスト
- 1963年 - 加藤雅也、俳優
- 1963年 - 宮根誠司、アナウンサー
- 1963年 - 吉村禎章、元プロ野球選手
- 1964年 - 関岡香、アナウンサー
- 1965年 - 西原久美子、声優、ナレーター
- 1965年 - 向井美音里、元ミュージシャン（元ユニコーン）
- 1965年 - ボブ・マクドナルド、元プロ野球選手
- 1966年 - 入江喜和、漫画家
- 1966年 - 冨樫義博、漫画家
- 1966年 - 垣根涼介、小説家
- 1966年 - エリック・ヒルマン、元プロ野球選手
- 1966年 - 島袋浩、AV男優
- 1967年 - ヴィレム＝アレクサンダー、オランダ国王
- 1968年 - 横山武志、俳優、作曲家
- 1968年 - 松野明美、マラソン選手、政治家、タレント
- 1968年 - 荒川哲男、元プロ野球選手
- 1969年 - 立山律子、ディスクジョッキー
- 1969年 - ダーシー・バッセル、バレエダンサー
- 1970年 - 小川祥志、元プロ野球選手
- 1972年 - 陳衛星、卓球選手
- 1973年 - 井上恵、射撃選手
- 1973年 - 谷合正明、政治家
- 1974年 - フランク・カタラノット、元プロ野球選手
- 1974年 - 白玉雅己、ベーシスト（元ポルノグラフィティ）
- 1974年 - ジョニー・デバイン、プロレスラー
- 1974年 - 馬場典子、アナウンサー
- 1974年 - 原千晶、女優、アロマインストラクター
- 1974年 - 奥田健介、ミュージシャン（ノーナ・リーヴス）
- 1975年 - 船木和喜、スキージャンプ選手
- 1975年 - ペドロ・フェリス、元プロ野球選手
- 1975年 - クリス・カーペンター、元プロ野球選手
- 1976年 - 岸田繁、ミュージシャン（くるり）
- 1976年 - 村上涼子、AV女優
- 1976年 - サリー・ホーキンス、女優
- 1977年 - 高橋和幸、元プロ野球選手
- 1977年 - 尾形貴弘、お笑い芸人（パンサー）
- 1978年 - 鈴木尚広、元プロ野球選手
- 1978年 - ノブ・ハヤシ、キックボクサー
- 1978年 - 間下このみ、女優
- 1978年 - 望月久代、声優
- 1978年 - サミ・ヒンカ、ヘヴィメタルミュージシャン
- 1979年 - クリスチャン・ベロア、元プロ野球選手
- 1979年 - 根本正勝、俳優、歌手、声優
- 1980年 - 和波智広、元サッカー選手
- 1981年 - 池田昇平、元サッカー選手
- 1981年 - 唐汭序、卓球選手
- 1981年 - キンバリー・ナバーロ、フィギュアスケート選手
- 1982年 - 楊原京子、女優、タレント
- 1982年 - 三原宏之、ミュージシャン（FANTA ZERO COASTER）
- 1982年 - 三浦茉莉、アナウンサー
- 1982年 - マルク・ラマッキア、野球選手
- 1982年 - 田原豊、元サッカー選手
- 1983年 - 門田こむぎ、元歌手
- 1984年 - パトリック・スタンプ、歌手（フォール・アウト・ボーイ）、プロデューサー
- 1984年 - 大将、お笑い芸人（スーパーニュウニュウ）
- 1984年 - 好井まさお、お笑い芸人（元井下好井）
- 1985年 - 長谷部瞳、女優、タレント
- 1985年 - 曽根由希江、歌手、DJ
- 1986年 - ディナラ・サフィナ、テニス選手
- 1986年 - 平田裕一郎、俳優
- 1986年 - 間瀬翔太、俳優
- 1987年 - 鈴木杏、女優
- 1987年 - 宇賀地強、陸上競技選手
- 1987年 - ウィリアム・モーズリー、俳優
- 1987年 - 船江恒平、将棋棋士
- 1987年 - 吉田利一、元プロ野球選手
- 1987年 - 海平和、アナウンサー
- 1987年 - 増田里絵、元野球選手
- 1988年 - 渡邉悠、ドラマー（元The Sketchbook）
- 1988年 - 北野洸貴、元プロ野球選手
- 1988年 - ホセ・フェルナンデス、プロ野球選手
- 1988年 - リゾ、シンガーソングライター
- 1989年 - 三本木大輔、俳優
- 1989年 - 築地保奈美、元バレーボール選手
- 1990年 - 荒戸完、ラジオDJ
- 1990年 - 倉地恵利、女優
- 1990年 - 春輝、ファッションモデル
- 1990年 - アーロン・ブルックス、プロ野球選手
- 1990年 - アレハンドロ・セゴビア、元プロ野球選手
- 1990年 - マーティン・ケリー、サッカー選手
- 1991年 - ジェイ・ハードウェイ、DJ、音楽プロデューサー
- 1992年 - 曽田茉莉江、タレント（美少女クラブ31）
- 1992年 - 瀬川あやか、歌手
- 1992年 - Sakurako、歌手（iiyu、元ひめキュンフルーツ缶）
- 1993年 - 石川慎吾、プロ野球選手
- 1993年 - 横手健、陸上選手
- 1993年 - J.D.デービス、プロ野球選手
- 1994年 - コーリー・シーガー、プロ野球選手
- 1994年 - 澤田圭佑、プロ野球選手
- 1995年 - ニック・キリオス、テニス選手
- 1998年 - 遠藤有栖、プロレスラー
- 1998年 - 平野実月、バスケットボール選手
- 1998年 - 新條由芽、元グラビアアイドル、元女優
- 1999年 - 南乃彩希、元ファッションモデル、元女優
- 1999年 - 松田好花、アイドル（日向坂46）
- 1999年 - 西葉瑞希、女優、アイドル（元きゅい〜ん'ズ、元Star☆T）
- 1999年 - 鈴木大和、プロ野球選手
- 2000年 - 松本怜生、俳優
- 2000年 - 石田陸、プロアイスホッケー選手
- 2001年 - 廣澤優、プロ野球選手
- 2001年 - 末永香乃、アイドル、声優
- 2002年 - 奏天まひろ、元アイドル（元まりなす）
- 2005年 - 原涼子、女優、声優
- 生年不詳 - 足立友、声優
- 生年不詳 - 中井将貴、声優
- 生年不詳 - 岩井ジョニ男、お笑い芸人（イワイガワ）

### 人物以外（動物など）
- 1979年 - バンブーアトラス、競走馬（+ 2003年）
- 1980年 - ニホンピロウイナー、競走馬（+ 2005年）
- 2002年 - フジノウェーブ、競走馬（+ 2013年）
- 2012年 - ブチコ、競走馬、繁殖牝馬
- 2017年 - テーオーケインズ、競走馬
- 2017年 - ジュンライトボルト、競走馬

## 忌日

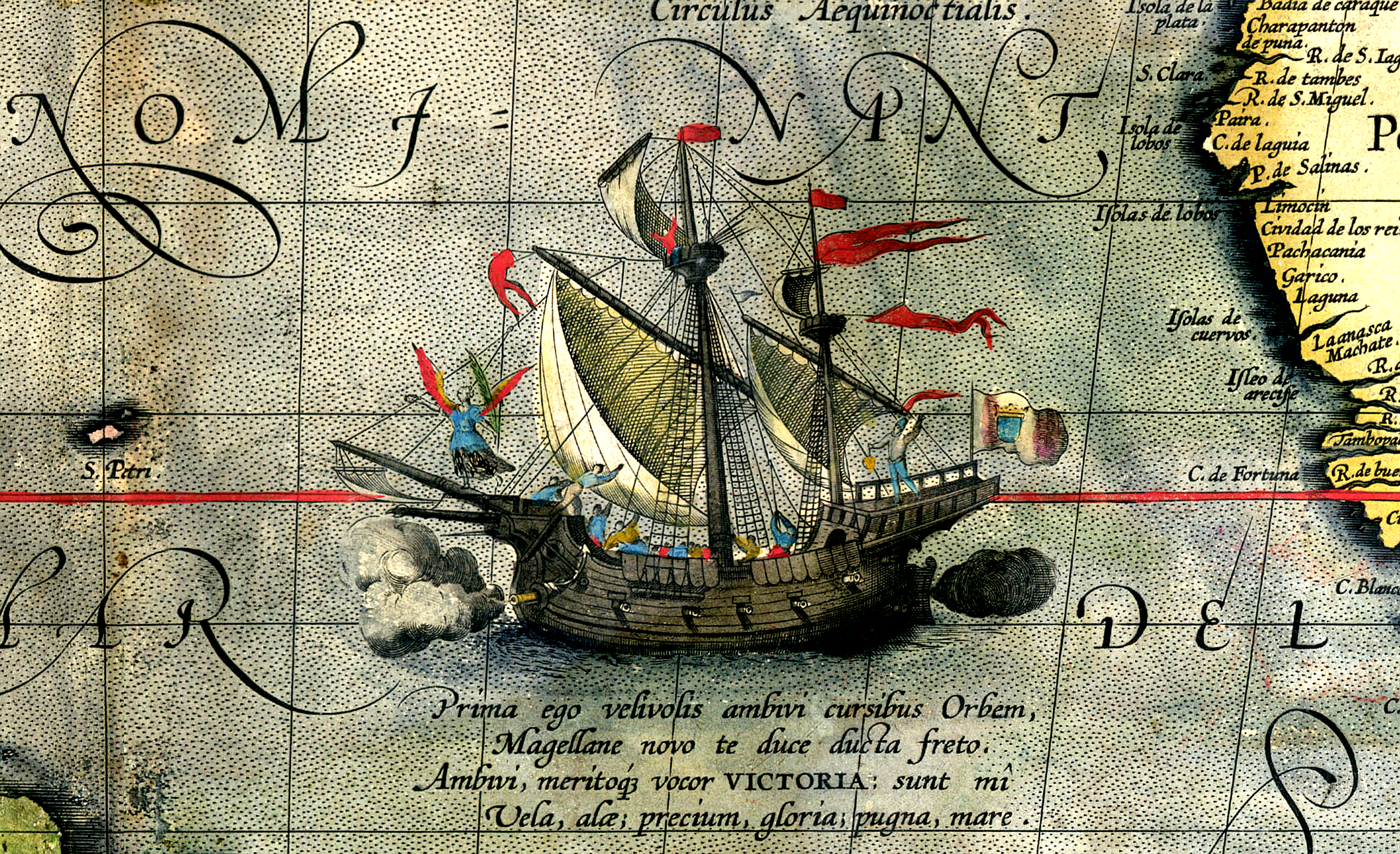
航海者、探検家フェルディナンド・マゼラン(1480-1521)戦死。画像はマゼランの帆船ビクトリア号。

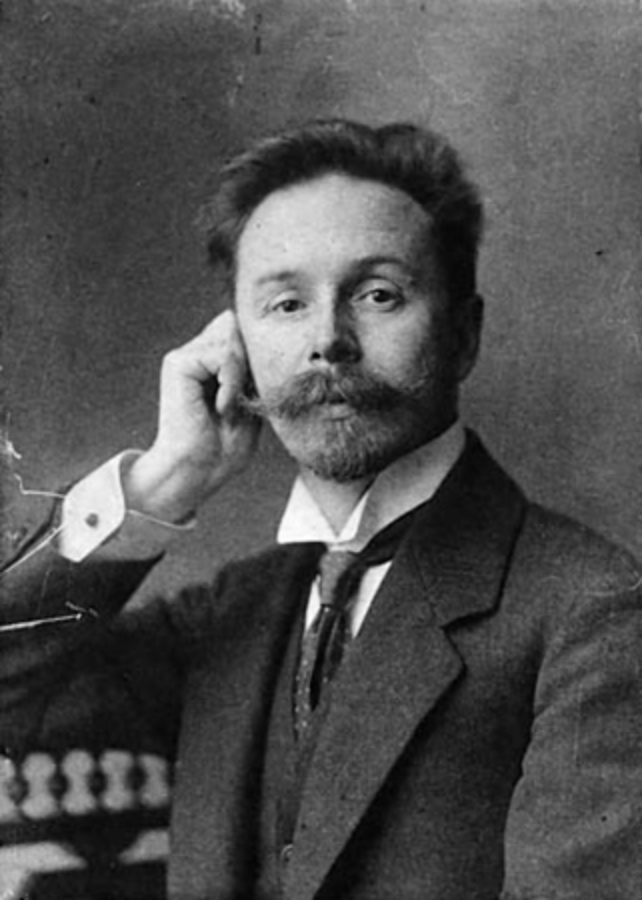
作曲家・ピアニストアレクサンドル・スクリャービン(1872-1915)没。

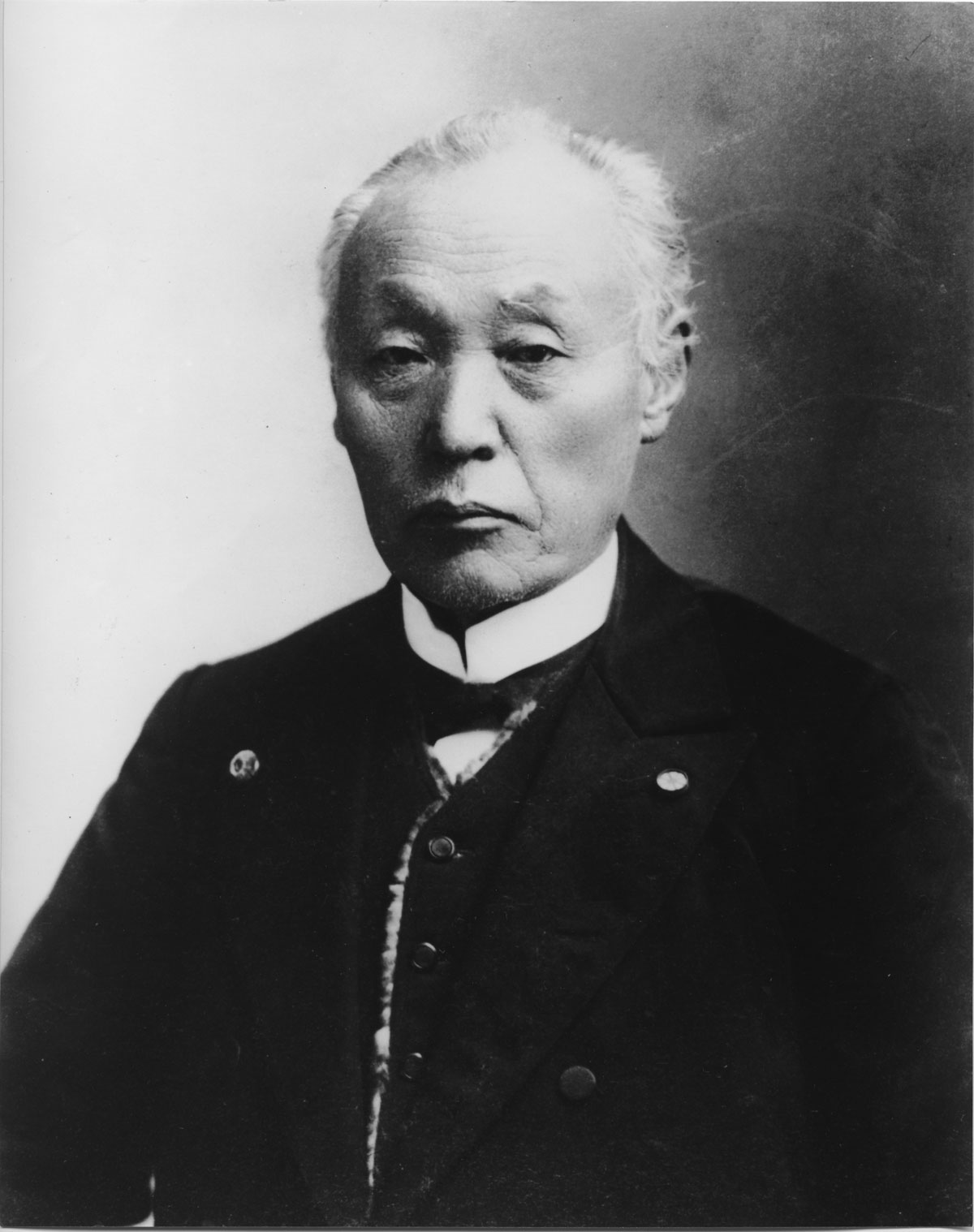
日本の「郵便制度の父」前島密(1835-1919)没。

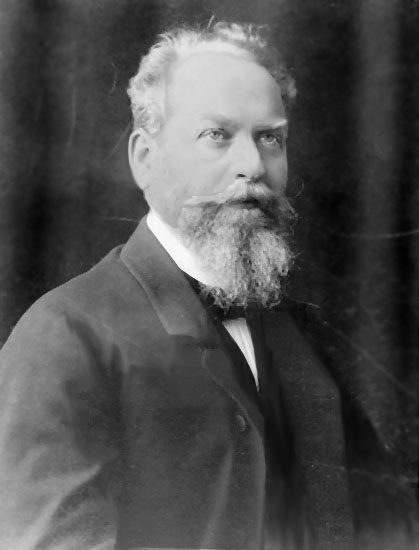
現象学を提唱した哲学者エトムント・フッサール(1859-1938)没。

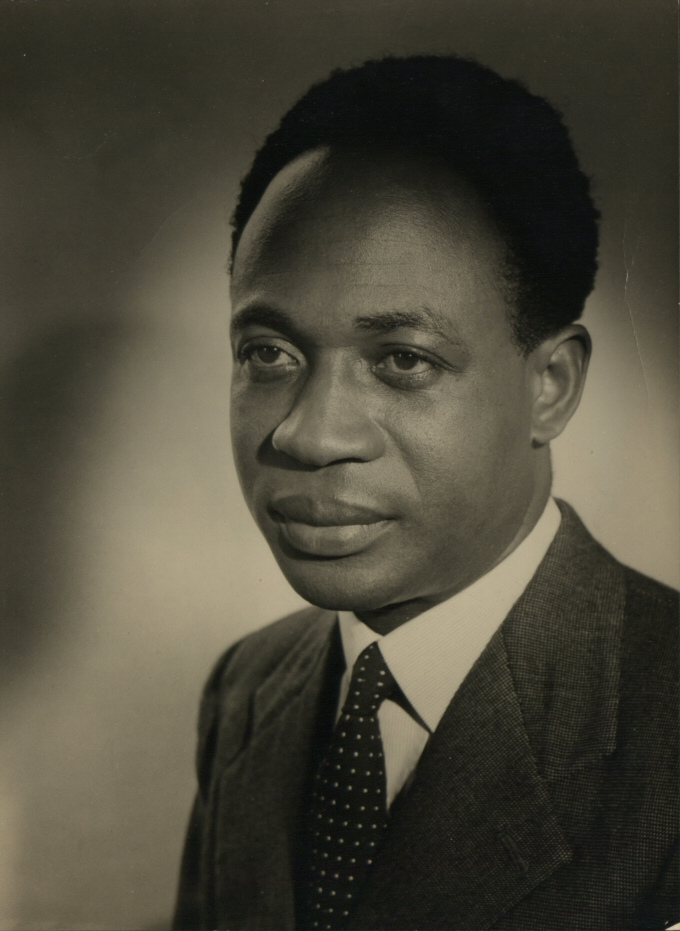
アフリカの独立運動の父、ガーナ初代大統領クワメ・エンクルマ(1909-1972)没。

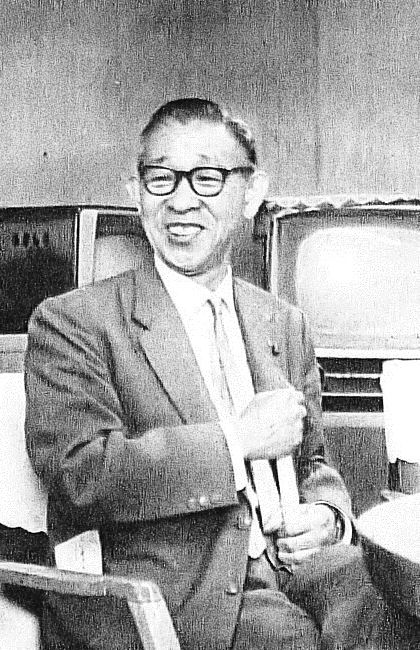
実業家松下幸之助(1894-1989)没。1918年、松下電気器具製作所（現パナソニック）を設立。「経営の神様」と称された。

- 700年（文武天皇4年4月4日） - 明日香皇女、皇族
- 1404年 - フィリップ2世、ブルゴーニュ公（* 1342年）
- 1521年 - フェルディナンド・マゼラン、航海者（* 1480年頃）
- 1599年（慶長4年閏3月3日） - 前田利家、武将、五大老（* 1539年）
- 1605年 - レオ11世、第232代ローマ教皇（* 1535年）
- 1656年 - ヤン・ファン・ホーイェン、画家（* 1596年）
- 1656年 - ヘラルト・ファン・ホントホルスト、画家（* 1592年）
- 1694年 - ヨハン・ゲオルク4世、ザクセン選帝侯（* 1668年）
- 1702年 - ジャン・バール、フランス海軍の軍人、私掠船船長（* 1651年）
- 1732年 - アントン・ブルグマンス、博物学者、元フローニンゲン大学学長（* 1732年）
- 1794年 - ウィリアム・ジョーンズ、言語学者、裁判官（* 1746年）
- 1813年 - ゼブロン・パイク、軍人、探検家（* 1779年）
- 1855年 - マリー＝ヴィクトワール・ジャコット、画家（* 1772年）
- 1868年（慶応4年4月5日） - 徳川慶篤、第10代水戸藩主、徳川慶喜の兄（* 1832年）
- 1882年 - フェルディナント・ライヒ、化学者、インジウム共同発見者（* 1799年）
- 1882年 - ラルフ・ワルド・エマーソン、哲学者、詩人（* 1803年）
- 1906年 - 木村荘平、実業家（* 1841年）
- 1913年 - オーギュスト・ベルヌーイ（フランス語版）、化学者、ベルヌーイ法開発者（* 1856年）
- 1915年 - アレクサンドル・スクリャービン、作曲家（* 1872年）
- 1918年 - オスカー・トロプロヴィッツ（英語版）、薬剤師、ニベアクリーム開発者（* 1863年）
- 1919年 - 前島密、官僚、政治家（* 1835年）
- 1935年 - 腰本寿、野球選手（* 1894年）
- 1936年 - カール・ピアソン、統計学者（* 1857年）
- 1937年 - テオドール・ヘンドリック・ファン・デ・フェルデ、婦人会、著述家（* 1873年）
- 1937年 - 島薗順次郎、医師（* 1877年）
- 1937年 - アントニオ・グラムシ、マルクス主義思想家（* 1891年）
- 1938年 - エドムント・フッサール、数学者、思想家（* 1859年）
- 1942年 - ハインリヒ・ブルガー、フィギュアスケート選手（* 1881年）
- 1962年 - 近藤浩一路、画家、漫画家（* 1884年）
- 1964年 -北村小松、劇作家、小説家、脚本家（* 1901年）
- 1965年 - 世耕弘一、政治家（* 1893年）
- 1965年 - エドワード・R・マロー、ジャーナリスト（* 1908年）
- 1966年 - 二木謙三、医学者（* 1873年）
- 1971年 - 西村栄一、政治家（* 1904年）
- 1972年 - クワメ・エンクルマ、ガーナ初代大統領（* 1909年）
- 1972年 - 小枩山貞造、元大相撲力士（* 1913年）
- 1973年 - 吉田富三、医学者（* 1903年）
- 1977年 - スコット・ブラッドリー、作曲家（* 1891年）
- 1977年 - 長沼弘毅、官僚、文芸評論家（* 1906年）
- 1978年 - ムハンマド・ダーウード、政治家、アフガニスタン大統領（* 1909年）
- 1981年 - 曽根康治、柔道家（* 1928年）
- 1983年 - 山口長男、洋画家（* 1902年）
- 1984年 - 浅井甚兵衛、仏教指導者（* 1904年）
- 1986年 - ジョーゼフ・アレン・ハイネック、天文学者、UFO研究家（* 1910年）
- 1988年 - ヴァレリー・レガソフ、化学者（* 1936年）
- 1989年 - 松下幸之助、実業家、パナソニック創業者（* 1894年）
- 1992年 - オリヴィエ・メシアン、作曲家、オルガニスト（* 1908年）
- 1992年 - ジェラード・K・オニール、物理学者（* 1927年）
- 1994年 - 小川英、脚本家（* 1930年）
- 1994年 - リン・フレデリック、女優 （* 1954年）
- 1998年 - ドミニク・オーリー、ジャーナリスト、小説家（* 1907年）
- 1998年 - カルロス・カスタネダ、作家、人類学者（* 生年不詳）
- 1999年 - 賀緑汀、作曲家（* 1903年）
- 1999年 - 飯塚正二、政治家、元静岡県藤枝市長（* 1913年）
- 1999年 - アル・ハート（英語版）、ジャズトランぺッター（* 1922年）
- 1999年 - マーク・ワイザー、コンピューター技術者、ユビキタスコンピューティング提唱者（* 1952年）
- 2000年 - 森澤信夫、実業家、和文写真植字機発明者、モリサワ創業者（* 1901年）
- 2000年 - ルース・ハンドラー、実業家、発明家、元マテル社長（* 1916年）
- 2002年 - ギラ・ブスタボ、ヴァイオリニスト（* 1916年）
- 2002年 - ハンス・ハインリヒ・ティッセン＝ボルネミッサ、美術家、美術品収集家（* 1921年）
- 2002年 - ジョージ・アレック・エフィンジャー、SF作家（* 1947年）
- 2005年 - 大社義規、実業家、日本ハム創業者、日本ハム球団初代オーナー（* 1915年）
- 2005年 - 福井敏雄、気象解説者、タレント（* 1921年）
- 2005年 - 利根はる恵、女優 （* 1924年）
- 2006年 - 川上夏代、女優（* 1924年）
- 2006年 - 米川良夫、翻訳家（* 1931年）
- 2006年 - 上田博之、政治家、元広島県東広島市長（* 1933年）
- 2007年 - ムスティスラフ・ロストロポーヴィチ、チェリスト、指揮者（* 1927年）
- 2007年 - 加藤善博、俳優（* 1958年）
- 2009年 - エドウィン・マクレラン、日本文学研究者、イェール大学名誉教授（* 1925年）
- 2009年 - 小川薫、実業家、総会屋（* 1937年）
- 2009年 - グレグ・ペイジ、プロボクサー、元WBA世界ヘビー級王者（* 1958年）
- 2009年 - ミロスラヴ・フィリップ、チェス選手（* 1928年）
- 2010年 - 北林谷栄、女優、声優（* 1911年）
- 2010年 - 沢田としき、絵本作家、イラストレーター（* 1959年）
- 2011年 - デイヴィッド・ウィルカーソン、キリスト教伝道者、牧師（* 1931年）
- 2013年 - 金魯賢、カトリック上海教区司教（* 1916年）
- 2013年 - 佐野洋、推理作家、評論家（* 1928年）
- 2013年 - アニマル・レスリー、プロ野球選手、タレント（* 1958年）
- 2014年 - ヴヤディン・ボシュコヴ、サッカー選手、指導者（* 1931年）
- 2014年 - 市村緑郎、彫刻家（* 1936年）
- 2014年 - 神戸一郎、歌手、俳優（* 1938年）
- 2015年 - アレクサンダー・リッチ、生物学者、生物物理学者（* 1924年）
- 2015年 - バーン・ガニア、プロレスラー、AWAオーナー兼プロモーター（* 1926年）
- 2017年 - ピーター・スピア、作家、イラストレーター（* 1927年）
- 2017年 - 佐田の山晋松、大相撲第50代横綱（* 1938年）
- 2017年 - エドゥアルト・ブルンナー、クラリネット奏者（* 1939年）
- 2017年 - ヴィト・アコンチ、現代美術家（* 1940年）
- 2017年 - 天川晃、政治学者、横浜国立大学名誉教授（* 1940年）
- 2018年 - ギルド・マホネス、ジャズピアニスト（* 1929年）
- 2018年 - 朝丘雪路、女優、タレント、舞踊家（* 1935年）
- 2018年 - アルバロ・アルス、政治家、元グアテマラ大統領、元グアテマラシティ市長（* 1946年）
- 2019年 - 長谷川常雄、実業家、キューサイ創業者（* 1933年）
- 2019年 - ジーン・スチブンス、プロ野球選手（* 1933年）
- 2019年 - ネガソ・ギダダ、政治家、元エチオピア大統領（* 1943年）
- 2019年 - アレクセイ・レベジ、政治家、軍人、元ハカス共和国政府議長（* 1955年）
- 2020年 - 石井常雄、政治家、元千葉県茂原市長（* 1928年）
- 2020年 - 田口勝彦、映画監督、演出家、アニメーション監督、脚本家（* 1931年）
- 2020年 - サラ・ミレッジ・ネルソン、考古学者、デンバー大学名誉教授（* 1931年）
- 2020年 - 末芳枝、声楽家、音楽教育者（* 1937年）
- 2020年 - リン・ハレル、チェロ奏者（* 1944年）
- 2021年 - ケン田島、ディスクジョッキー、フリーアナウンサー（* 1930年）
- 2021年 - 鄭鎮奭、カトリック教会神父、枢機卿、第13代ソウル教区大司教（* 1931年）
- 2021年 - 小口千明、地理学者、筑波大学名誉教授（* 1953年）
- 2022年 - ケネス・ツァン、俳優（* 1934年）
- 2022年 - 瀬崎輝幸、実業家、元エフエム山陰社長（* 1958年）
- 2022年 - 廖国勛、政治家、官僚、元天津市長（* 1963年）
- 2023年 - ディック・グロート、元バスケットボール選手（* 1930年）
- 2024年 - C・J・サンソム、推理作家（* 1952年）
- 2024年 - 池田孝、調教師（* 1967年）
- 2025年 - 佐藤一彦、掘削工学者、資源開発工学者、元室蘭工業大学学長、同大学名誉教授（* 1942年）

### 人物以外（動物など）
- 2018年 - スペシャルウィーク、競走馬（* 1995年）
- 2025年 - リバティアイランド、競走馬（* 2020年）

## 記念日・年中行事

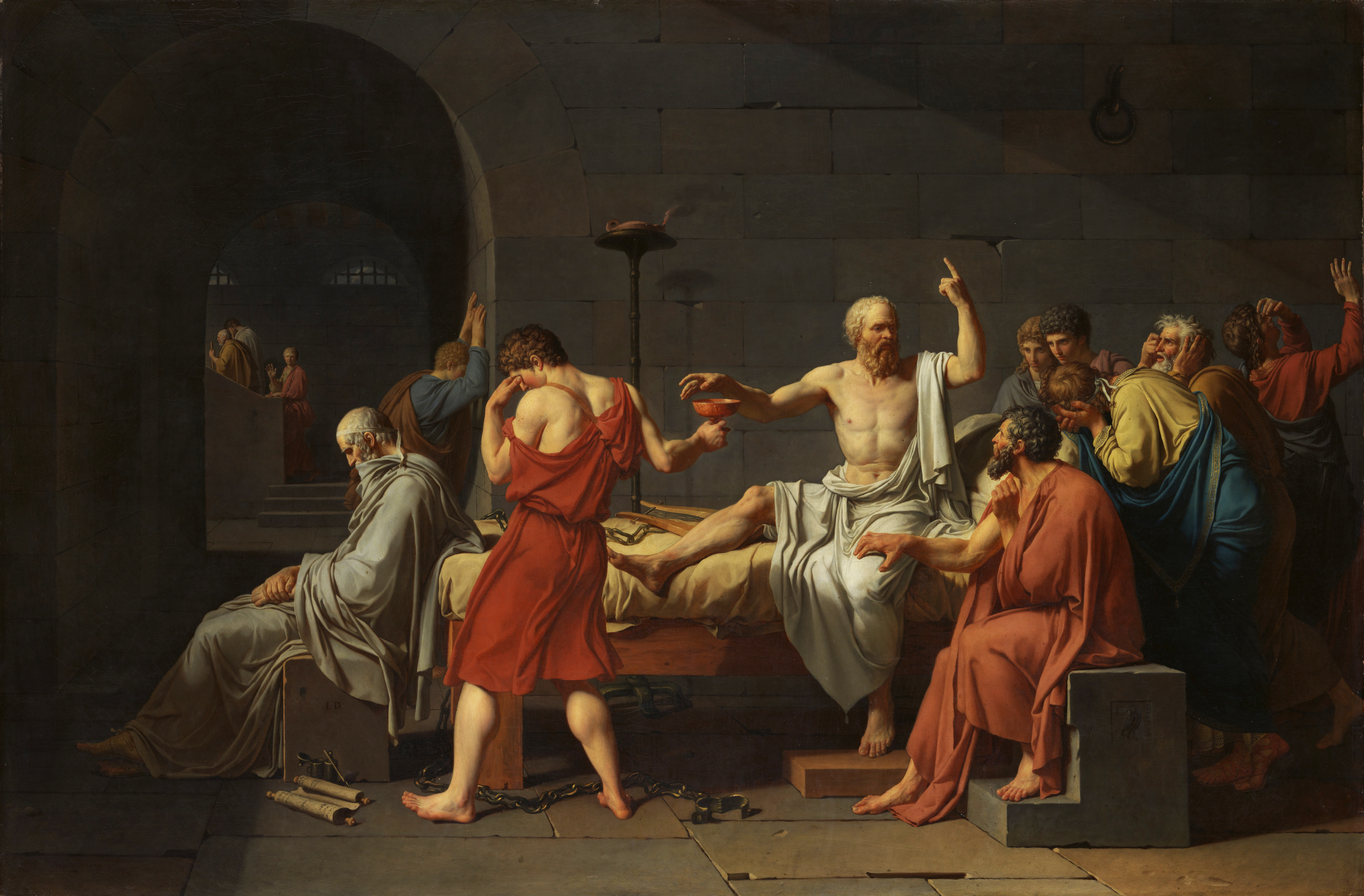
哲学の日。ソクラテス(BC469頃-BC399)、毒人参を仰ぎ刑死。画像はジャック＝ルイ・ダヴィッド画(1787)

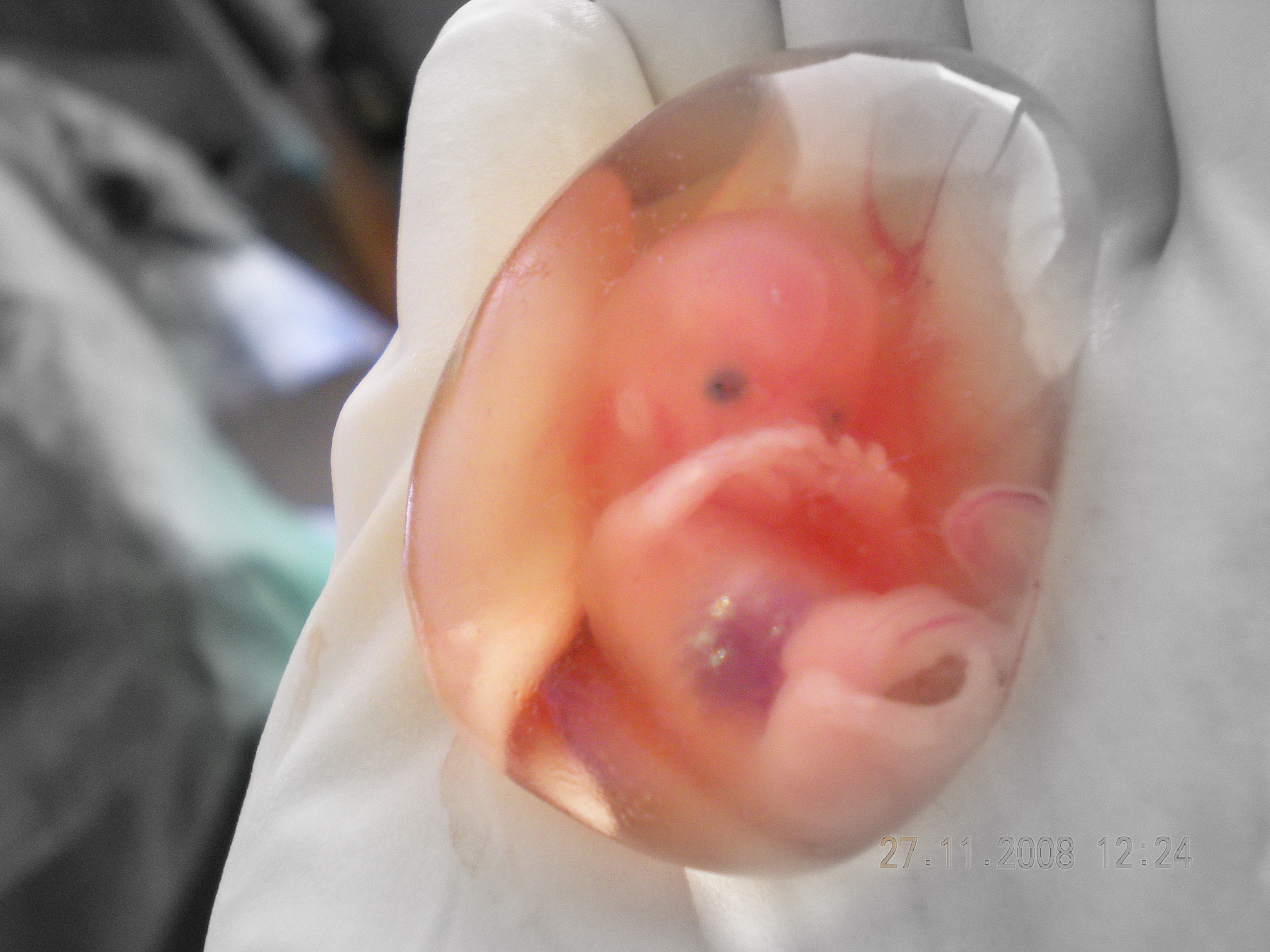
世界生命の日

- 王の日（ オランダ）
ウィレム＝アレクサンダー国王の誕生日。
- 自由の日（ 南アフリカ共和国）
1994年のこの日に、南アフリカで初の全人種が参加する総選挙が行われたことを記念。
- 占領に対する反乱の日（ スロベニア）
1941年のこの日に、枢軸国陣営の3か国に分割統治されていたスロベニアで、「スロベニア人民解放戦線」が設立されたことを記念。
- 独立記念日（ シエラレオネ）
1961年のこの日、シエラレオネのイギリスからの独立が宣言された。
- 独立記念日（ トーゴ）
1960年のこの日、トーゴがフランスから独立した。
- 上高地開山祭（ 日本）
残雪の穂高連峰を背景に、毎年河童橋のたもとで行われる山開きの神事。アルプホルンが演奏され、穂髙神社の神官によって、山の安全と繁栄が祈願される。また、地元保存会による獅子舞の奉納・鏡開きなどが行われ、河童橋周辺には毎年数千人が訪れる[6]。
- 婦人警官の日／婦人警官記念日（ 日本）
1946年のこの日に、戦後はじめて警視庁に採用された婦人警官62人が初勤務をしたことから[7]。
- 世界生命の日（ 日本）
1991年4月25日から4月27日まで東京で開かれた国際生命尊重会議で制定。胎児の人権宣言が宣言された最終日を記念日とした。
- 哲学の日（ 日本）
紀元前399年4月27日に、ソクラテスが毒杯をあおって刑死したことに由来。ソクラテスの妻クサンティッペが悪妻と言われていることから「悪妻の日」ともされている。
- ロープデー（ 日本）
「よい(4)つ(2)な(7)」（良い綱）の語呂合わせ。